# Reha Verlag
Der Reha-Verlag ist ein Verlag für Publikationen, sowie Reha-Materialien für unterschiedliche Zielgruppen von Menschen mit Behinderung. Für Reha-Materialien betreibt das Unternehmen einen Webshop.

## Geschichte
Der Reha-Verlag wurde 1963 als Rehabilitationsverlag GmbH in Bonn gegründet. 1985 wurde der heutige Verlagsname eingeführt, Gesellschafter waren Christa und Leo Sparty.
In den 1980er Jahren entstanden selbst konzipierte Lehrbücher, Ratgeber, Bücher zur Förderung und Unterrichtsmittel für den Bedarf der Sonderschulen, Kindergärten und Reha-Einrichtungen. 
Im Frühjahr 1963 erschien die erste Ausgabe der Deutschen Behinderten Zeitschrift, ein Journal mit Informationen für die Eltern, Angehörigen und das Pflegepersonal behinderter Kinder über gesetzliche Urteile und Neuigkeiten im Bereich der Reha-Technik, sowie Beiträge aus dem Alltag Betroffener. Bis in die 1970er Jahre hieß das Magazin Das behinderte Kind, danach aufgrund wachsender Lesergruppen Behinderten Zeitschrift. 1990 wurde der aktuelle Name gewählt.
1999 zog der Reha-Verlag nach Remagen.

## Profil
Das Verlagsprogramm des Reha-Verlags Precogs umfasst Ratgeber, Adressbücher, Material rund um Basteln und Gestalten, die Themen Kindergarten und Schule, Freizeit, Spiele, Bewegung, Spieltherapie in der Frühförderung, Kinderbücher, Kommentare, Konzentrationshilfen, Krankenpädagogik, Integration als Lernziel, Musiktherapie, Naturheilverfahren, Ratgeber, Religiöse Bücher, Sachkundemappen, Sprachförderung, Romane und Lebensberichte.
Seit 2016 hat der Reha-Verlag sein Sortiment um Möbel, Spielwaren, Fahrgeräte erweitert und adressiert damit die Zielgruppe der Reha-Einrichtungen.
Die Verlag beschäftigt schwerbehinderte Mitarbeiter und Auszubildende.